# Jacob van den Brink
Jacob van den Brink (Putten, 20 augustus 1937 – Barendrecht, 28 februari 1989) was een Nederlands politicus van de CHU en later het CDA.
Hij werd geboren in Putten als zoon van een aannemer en groeide daar ook op. Hij was chef van de afdeling financiën bij de gemeente Nieuwerkerk aan den IJssel voor zijn benoeming in 1967 tot gemeentesecretaris van Maasland. In november 1972 werd Van den Brink de burgemeester van die gemeente waarbij hij als gemeentesecretaris werd opgevolgd door Arnold Vogelaar (later burgemeester van Bruinisse). In 1982 werd Van de Brink de burgemeester van Barendrecht waar hij de overleden Gerrit van Hofwegen opvolgde. Begin 1989 na een raadsvergadering kreeg hij een hartstilstand en overleed hij op 51-jarige leeftijd voor zijn huis.